# في اللون الحي
في اللون الحي (بالإنجليزية: In Living Color)‏هو مسلسل تلفزيوني كوميدي أمريكي، عُرضه في الأصل على قناة Fox في الفترة من 15 أبريل 1990  إلى 19 مايو 1994. قام كينن آيفوري وايانس بإنشاء وكتابة وتأليف البرنامج. أنتجت إيفوري واي للإنتاج العرض بالاشتراك مع تلفزيون 20 وسُجل في المرحلة 7 في مركز تلفزيون فوكس ‏ في شارع الغروب ‏ في هوليوود بولاية كاليفورنيا .
عنوان المسلسل مستوحى من إعلان إن بي سي عن تقديم البث " بلون حي" خلال الستينيات، قبل التلفزيون الملون السائد. يشير أيضًا إلى حقيقة أن معظم الممثلين في العرض كانوا من السود، على عكس العروض الكوميدية الأخرى مثل ساترداي نايت لايف ، التي كان طاقم الممثلين فيها من البيض في ذلك الوقت.صور في اللون الحي شكلاً من الفكاهة السوداء غير الموقرة في وقت كانت فيه الأذواق الأمريكية السائدة فيما يتعلق بالكوميديا السوداء على التلفزيون قد تم تعيينها من خلال عروض غير مؤذية للعائلة مثل عرض كوسبي، مما تسبب في نهاية المطاف في عداء للسيطرة بين المديرين التنفيذيين في فوكس وواينز.
أعضاء آخرون من عائلة وايانز ‏ - دامون وكيم وشون ومارلون - كانوا يلعبون أدوارًا منتظمة ، بينما ظهر الأخ دواين في كثير من الأحيان كإضافي. قام العرض أيضًا ببطولة العديد من الكوميديين والممثلين غير المعروفين سابقًا ، بما في ذلك جيمي فوكس وجيم كاري وتومي ديفيدسون وديفيد ألان غرير وكيلى كوفيلد بارك وكيما كريستال كيماه ‏. قدم العرض جينيفر لوبيز وكاري آن إينابا كعضوين في فرقة الرقص The Fly Girls التابعة لـ في اللون الحي ، حيث عملت الممثلة روزي بيريز كمصممة رقصات. كان العرض شائعًا للغاية في الموسمين الأولين ، حيث حصل على أكثر من 10 نقاط من تصنيف نيلسن؛ في الموسمين الثالث والرابع، تعثرت التصنيفات حيث اختلف الأخان وايانز مع قيادة شبكة فوكس بشأن التحكم الإبداعي والحقوق.
حاز المسلسل على جائزة الذروة إيمي لأفضل مجموعة متنوعة أو موسيقى أو مسلسل كوميدي ‏ في عام 1990. اكتسب المسلسل شهرة دولية لخطوته الجريئة والحصول على تقييمات عالية على الإطلاق من خلال بث حلقة خاصة مباشرة كبرنامج مضاد للعرض بين الشوطين من بث مباشر لقائد الولايات المتحدة سي بي إس لـ Super Bowl XXVI ، مما دفع الرابطة الوطنية لكرة القدم إلى يعمل كتاب A-list للترفيه عن الألعاب في المستقبل ، بدءًا من مايكل جاكسون في العام التالي. في عام 2018 ، تاريخ العرض ، Homey Don't Play That! بواسطة David Peisner ، تم إصداره بواسطة 37 INK ، بصمة Simon & Schuster .

## ضيف النجوم
ظهر كريس روك (كـ " ضيف مميز") في عدد من الرسومات في الموسم الخامس ، وأعاد تمثيل شخصيته "Cheap Pete" من فيلم I'm Gonna Git You Sucka . في السنوات الأولى من فيلم في اللون الحي ، تم تقليد Rock على أنه "العضو الوحيد من فريق التمثيل الأمريكي من أصل أفريقي في Saturday Night Live " (على الرغم من ظهور Tim Meadows وEllen Cleghorne في البرنامج في ذلك الوقت). في حلقة SNL تكريمًا لعيد الأم ، صرحت والدة Rock بأنها تشعر بخيبة أمل فيه لعدم تجربته في في اللون الحي ، حيث صرح Rock أنه سعيد بوظيفته في SNL .
من بين النجوم الضيوف المتكررين الآخرين في الموسم الخامس نيك باكاي (للرسومات القذرة ) وبيتر مارشال (لعدة إصدارات من إيست هوليوود سكويرز ). كما ظهر Rapper Biz Markie في أدوار مختلفة كنجم ضيف في الموسم الخامس ، مثل كونه في السحب مثل شقيقة Wanda the Ugly Woman أو دور المتسابق Damian "Foosball" فرانكلين في "Dirty Dozens". قدم Ed O'Neill مظهرًا رائعًا مثل Al Bundy في مقطع "Dirty Dozens".

## إنتاج

### التاريخ المبكر
بعد نجاح Keenen Ivory Wayans مع Hollywood Shuffle و I'm Gonna Git You Sucka ، اقتربت Fox Broadcasting Company من Wayans لتعرض عليه عرضه الخاص. أراد Wayans إنتاج عرض متنوع مشابه لبرنامج Saturday Night Live ، ولكن مع مجموعة من الأشخاص الملونين الذين انتهزوا الفرص بمحتواه. أعطى فوكس الكثير من الحرية لوايانز مع العرض ، على الرغم من أن المسؤولين التنفيذيين في فوكس كانوا قلقين قليلاً بشأن محتوى العرض قبل ظهوره التلفزيوني لأول مرة.
عند الإعلان عن ظهوره لأول مرة ، وصف فوكسفي اللون الحي بأنه "عرض كوميدي متنوع معاصر". حذرت صحيفة كريستيان ساينس مونيتور في عرضها الأولي من أن "النغمة الأولية قد تسيء إلى البعض ، لكنها تسمح لفرقة موهوبة بتجربة الموضوعات السوداء بتنسيق ساترداي نايت لايف -يش."  قالت كينين إيفوري وايانز: "أردت تقديم عرض يعكس وجهات نظر مختلفة. لقد أضفنا أقلية آسيوية وأقلية من أصل إسباني إلى العرض. نحن نحاول بطريقة ما تمثيل جميع الأصوات. . . . موهبة الأقليات ليست موجودة في النظام وعليك الخروج. وجدنا كريستال تقوم بعملها في بهو مسرح في شيكاغو. لقد تجاوزنا متاجر الكوميديا والارتجال ، التي لا تمثل أماكن عرض للأقليات ".
عُرضت الحلقة الأولى يوم الأحد الموافق 15/4/1990 عقب حلقة متزوج ... ولديه أطفال . شاهد الحلقة الأولى 22.7 مليون شخص ،  مما يجعلها العرض التاسع والعشرون الأكثر مشاهدة لهذا الأسبوع.
قالت صحيفة ميامي هيرالد إن العرض كان "ذكيًا وبذيذًا بقدر ما هو مدرك لذاته" و "جريئًا وفي كثير من الأحيان لا طعم له ، ولكنه ممتع رائع". ووصفتها صحيفة فيلادلفيا إنكويرر بأنها "أسرع نصف ساعة وأكثرها تسلية منذ زمن طويل". قالت صحيفة سياتل تايمز إن لديها "روح الدعابة الحرة والموجهة التي تتصل بشريحة كبيرة من جمهور اليوم". ووصفته صحيفة كولومبوس ديسباتش بأنه عرض "إبداعي رائع" "أعاد التلفزيون إلى أحدث طراز".

## وصف
ساعد العرض الكوميدي التخطيطي في إطلاق مسيرة الكوميديين / الممثلين جيم كاري (الذي يُنسب إليه لاحقًا باسم "جيمس كاري") ، وهو واحد من عضوين بيضيين فقط من فريق التمثيل الأصلي ، جيمي فوكس ، الذي انضم إلى فريق التمثيل في الموسم الثالث ، وديفيد آلان جرير (ممثل مسرحي معروف عمل في فيلم Keenen Ivory Wayans عام 1988 ، سأحضر لك Sucka ).
سعى المسلسل إلى إنتاج كوميديا مع تركيز قوي على موضوع الأسود الحديث. اشتهرت بالمحاكاة الساخرة ، خاصة العلاقات العرقية في الولايات المتحدة . على سبيل المثال ، تم استخدام كاري كثيرًا للسخرية من الموسيقيين البيض مثل Snow وVanilla Ice ، الذين كانوا يؤدون في أنواع أكثر شيوعًا مع السود. غالبًا ما لعب آل وايان أنفسهم صورًا نمطية غيتو سوداء مبالغ فيها من أجل الفكاهة والتأثير. سخر رسم تخطيطي من Soul Train من العرض باعتباره قطارًا قديمًا ، مما يشير إلى أن العرض (جنبًا إلى جنب مع مضيفه ، دون كورنيليوس ) كان بعيد المنال ولم يستأنف إلا كبار السن والموتى. عندما سئل عن استخدام العرض للصور النمطية للثقافة السوداء في الكوميديا ، قال وايانز ، "نصف الكوميديا يسخر من الصور النمطية. إنهم ينتقدون فقط عندما أفعل ذلك. كان وودي آلن يستمتع بثقافته لسنوات ، ولا أحد يقول أي شيء عنها. مارتن سكورسيزي ، تتعامل أفلامه بشكل أساسي مع المجتمع الإيطالي ، ولا أحد يقول له أي شيء على الإطلاق. جون هيوز ، كل أفلامه تحاكي حياة الضواحي البيضاء الراقية. لا أحد يقول له أي شيء. عندما أفعل ذلك ، فجأة تصبح قضية عنصرية. أنت تعرف ما أعنيه؟ إنها ثقافتي ، ويحق لي أن أسخر من الصور النمطية التي لم أخلقها في المقام الأول. أنا لا أهتم بهذا النوع من النقد ، لأنه عنصري في حد ذاته. " 
مراجع